# 畜産科学科
畜産科学科（ちくさんかがっか、英語: Department of animal science, zootechnical science）畜産学及び農業諸科学の教育行う学科である。

## 畜産科学科のある学校
- 北海道岩見沢農業高等学校
- 東京都立瑞穂農芸高等学校
- 神奈川県立中央農業高等学校
- 神奈川県立相原高等学校
- 岡山県立高松農業高等学校
- 熊本県立菊池農業高等学校
- 高知県立高知農業高等学校 -  畜産総合科
- 鹿児島県立曽於高等学校 -  畜産食農科
- 帯広畜産大学畜産学部の畜産科学科は、畜産科学課程に
- 北里大学も以前獣医畜産学部畜産学科と畜産土木工学科があったが、動物資源科学科と生物生産環境学科にそれぞれ改称
- 東京大学も課程制（動物生命システム科学専修）に移行するまでは、畜産学科や獣医畜産学科を有していた